# Radioåret 1994

## Händelser

### Januari
- 1 januari - I Sverige startar reklamradiostationen "Radio City 105,5" i Borås och sänder lokalt dygnet runt. Stationen har tidigare sänt via Dalsjöfors närradio på 90,3 under namnet Radio FRB.
- 17 januari - I Sverige börjar reklamradiostationen Megapol sända på 104,3 i Stockholm på ett PLR-tillstånd. Morgonprogrammet är lokalt producerat, resten sänds i nätverk.
- 24 januari - Första Radio Match-stationen startar i Jönköping i Sverige.
- 30 januari - Storstadsradion börjar sända.

### Juni
- 17 juni - Storstadsradion går i konkurs.

## Radioprogram

### Sveriges Radio
- 1 december - Årets julkalender är Hertig Hans slott.[1]

### Fotnoter
1. ↑  ”1994, Hertig Hans slott”. Sveriges Radio. http://sverigesradio.se/barn/julkalendrar/1994.stm. Läst 31 augusti 2015.